# Giấy lọc

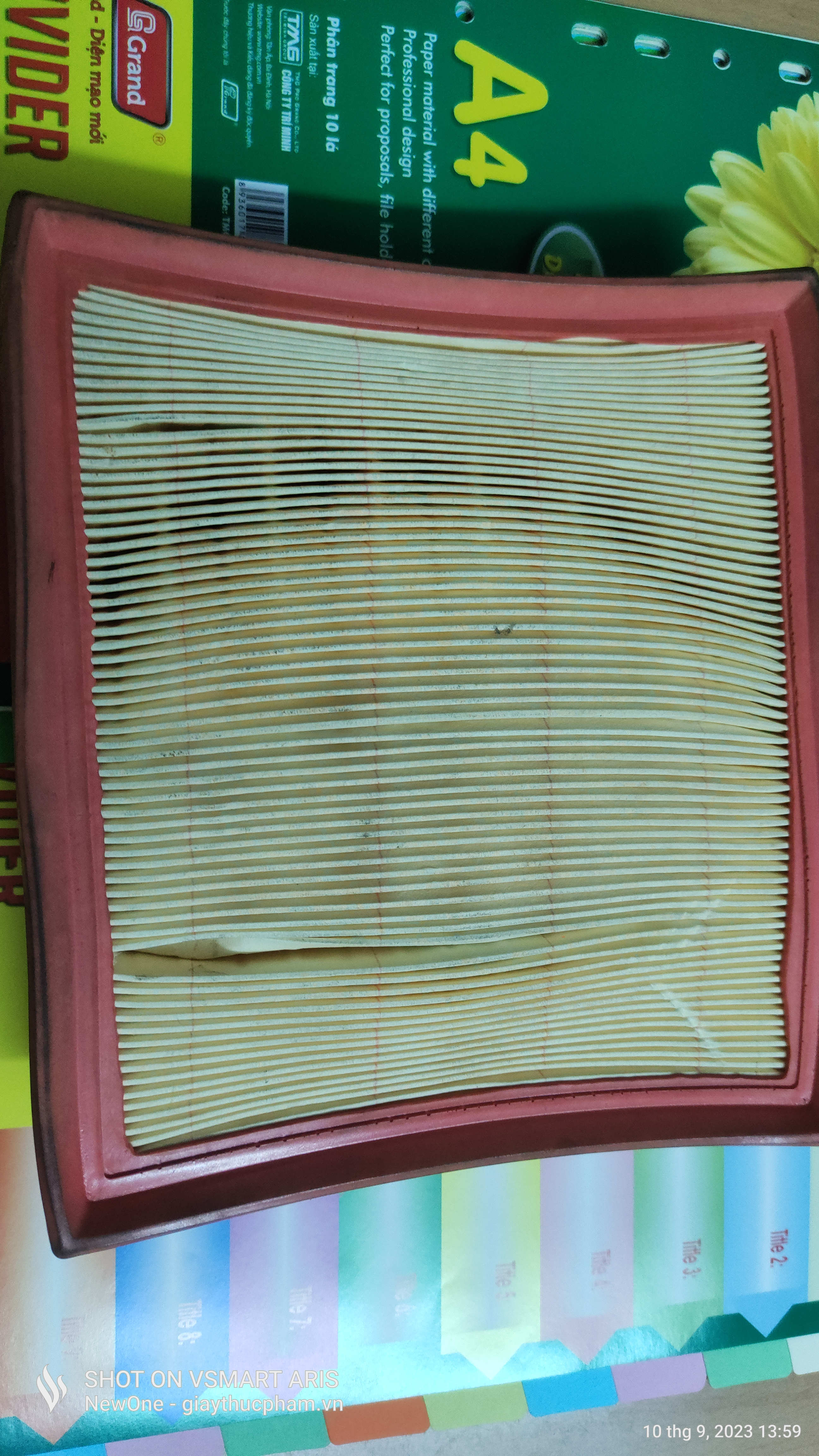
Mẫu giấy lọc khí

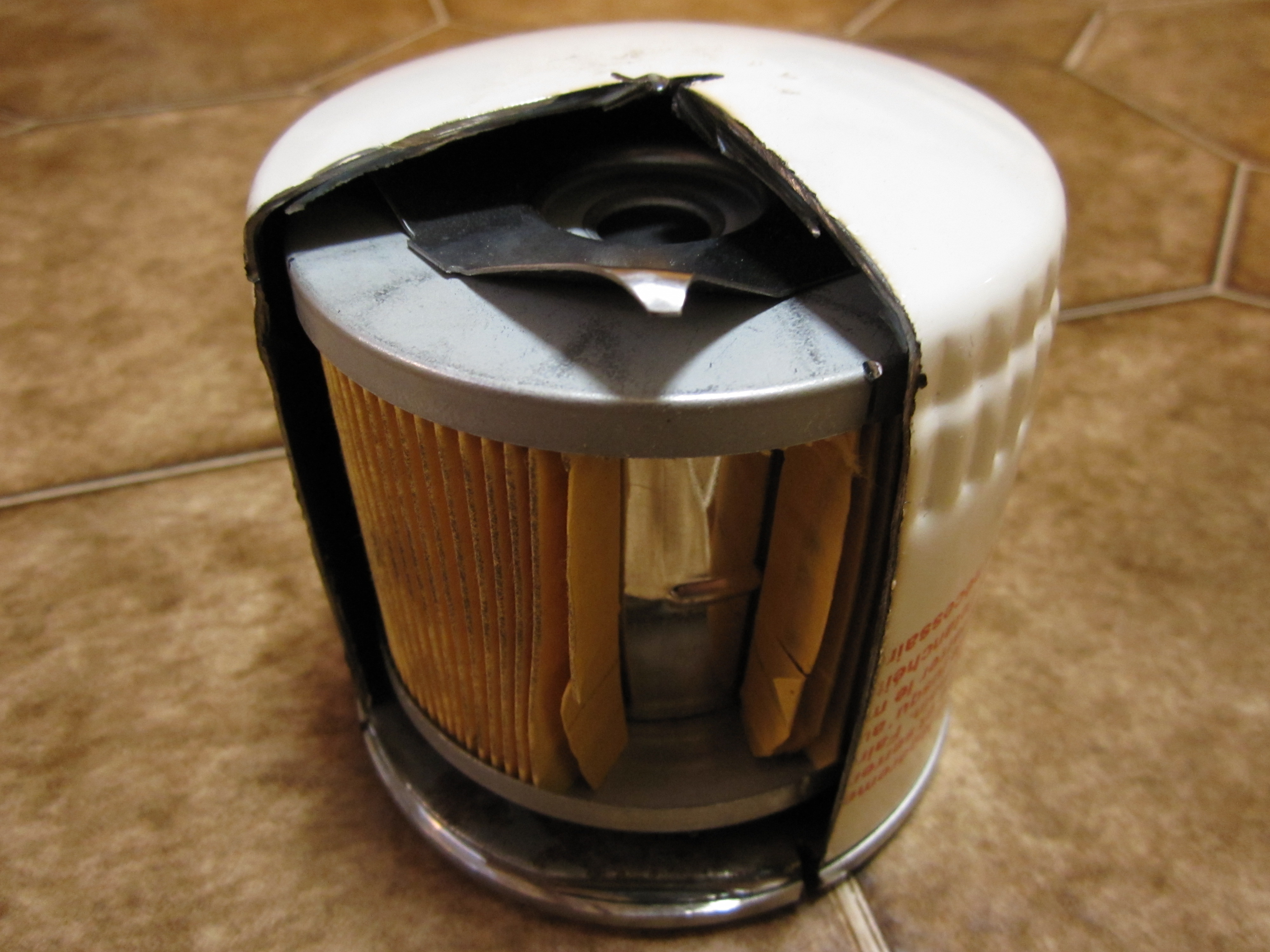
Giấy lọc dầu Bosch P3029

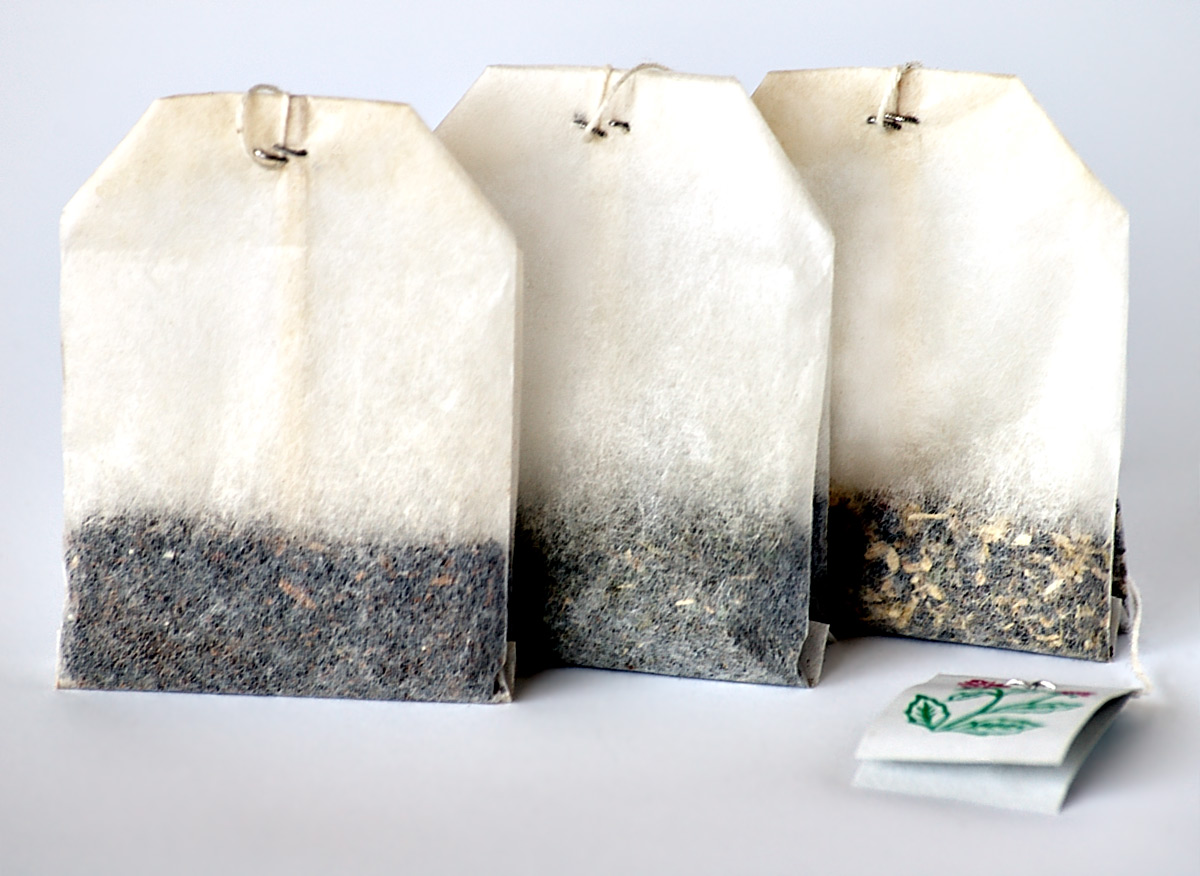
Túi giấy lọc chè

Giấy lọc là loại giấy bán thấm (nửa thấm) cho phép chất lỏng hoặc chất khí đi qua nhưng không cho phép các chất rắn đi qua. Tùy vào mục đích mà ta có giấy lọc khí (chỉ cho chất khí đi qua mà không cho chất lỏng, chất rắn đi qua), giấy lọc dầu (chỉ cho chất khí và dầu đi qua mà không cho nước và chất rắn đi qua), giấy lọc nước (chỉ cho nước và chất khí đi qua, không cho dầu và chất rắn đi qua).
Giấy lọc được sản xuất từ nhiều loại bột giấy: bột gỗ mềm (gỗ của cây hạt trần), bột gỗ cứng (gôc vủa thực vật hai lá mầm), bột của cây lấy sợi hoặc khoáng chất.

## Thuộc tính
- Độ bền ẩm: tiêu chuẩn đánh giá mức độ mạng lưới các sợi giữ giấy lại với nhau có thể chống lại lực đứt khi giấy ướt; biểu thị thường xuyên bằng tỷ lệ giữa lực kéo ướt và khô khi đứt
- Độ rỗng là tỉ lệ giữa thể tích phần lỗ rỗng hay khoảng trống nằm trong một khối chất hay vật liệu so với tổng thể tích của khối vật liệu đó, được biểu thị bằng con số phần trăm
- Lưu lượng dòng chảy thể hiện tốc độ cho phép khí, nước, dầu đi qua giấy lọc, tính bằng thể tích theo thời gian
- Khả năng giữ hạt
- Khả năng tương tích
- Hiệu quả
- Công suất

Có hai cơ chế lọc của giấy; thể tích và bề mặt. Bằng cách lọc thể tích, các hạt bị giữ lại trong phần lớn giấy lọc. Bằng cách lọc bề mặt, các hạt bị bắt trên bề mặt giấy.

## Phân loại
Trong bảng phân loại hải quan giấy lọc có mã số 482320.